# Asesinato en la calle Hickory
Asesinato en la calle Hickory (título original en inglés: Hickory Dickory Dock) es una novela de ficción detectivesca de la escritora británica Agatha Christie, publicada en 1955.

## Argumento

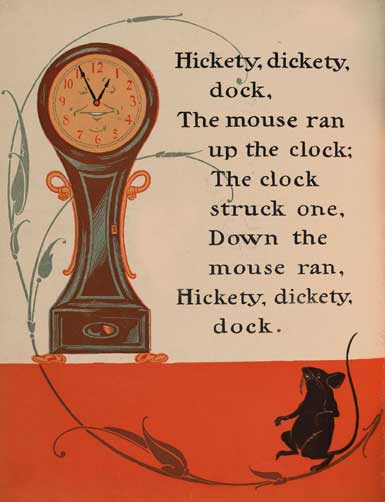
Texto de la nana cuyo comienzo inspiró el título original en inglés (Hickory Dickory Dock).

La eficientísima secretaria de Hércules Poirot, Miss Lemon, comete algún pequeño error al transcribir una carta. El motivo de su intranquilidad tiene relación con un problema que atañe a su hermana, señora igualmente eficiente que dirige una pensión para estudiantes extranjeros situada en la calle Hickory, número 26, en Londres. Hacía algunos meses que ocurrían hechos extraños y desagradables que la Sra. Hubbard no conseguía administrar adecuadamente: robos y actos de vandalismo inexplicables.
Monsieur Poirot decide ayudar a la Sra. Hubbard, pero se siente inmediatamente confuso, en medio de tantas situaciones aparentemente independientes unas de otras. El problema se agrava cuando ocurre un asesinato luego de Poirot haber visitado la pensión. 
Poirot no obstante no se deja vencer y, junto al inspector Japp, consigue reunir información suficiente para encontrar un sentido a los hechos de la calle Hickory.
Finalmente Miss Lemon se tranquiliza y Poirot puede contar nuevamente con su gran eficiencia.

## Recepción crítica
Philip John Stead de Times Literary Supplement elogió la novela y dijo en su reseña del 23 de diciembre de 1955 que «el regreso de Poirot a los cotos de caza de la ficción de detectives es una especie de acontecimiento. Está llamado a resolver el misterio de una serie de robos aparentemente triviales en un albergue, pero pronto se encuentra acompañando a la policía en la investigación de un asesinato. La señora Christie establece rápidamente su ambiente favorito con su hábil mezcla de alegría y suspenso».